# Safia sinalva
Safia sinalva là một loài bướm đêm trong họ Noctuidae.